# یان لهوتسکی
یان لهوتسکی (اسلواکی: Ján Lehotský؛ زادهٔ ۱۶ آوریل ۱۹۴۷) آهنگساز اهل کشور اسلواکی است. او رهبر پیشین گروه مُدوس است. لهوتسکی کار حرفه خود را از زمانی که چهار ساله بود آغاز کرد، یعنی زمانی که در یک تئاتر خیمه شب بازی اجرا کرد. او در جریان انقلاب مخملی آهنگساز آزاد بود. او در سال ۱۹۷۴ مدیریت گروه مُدوس را آغاز کرد، که در آن ماریکا گومبیتووا و میروسلاو ژبیرکا نیز اجرا کردند. او حدود ۲۰ رکورد در کارنامه خود ایجاد کرد. موسیقی او شباهت‌هایی به کنی جی دارد.